# Ulrich Erfurth

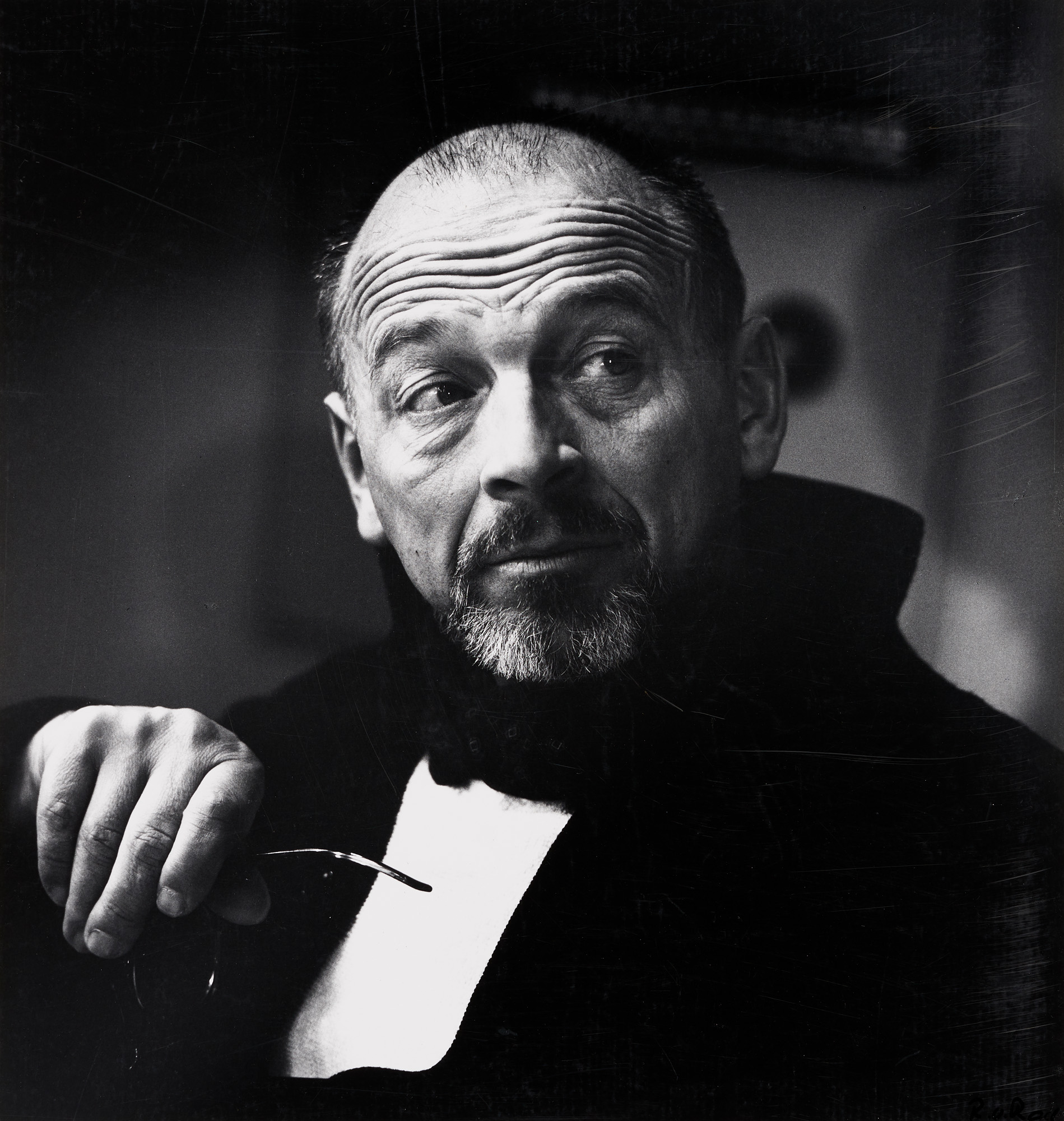
Ulrich Erfurth, 1964

Ulrich Wilhelm Erfurth (* 22. März 1910 in Elberfeld, Nordrhein-Westfalen; † 19. September 1986 in Hamburg) war ein deutscher Theaterregisseur, Theaterintendant und Filmregisseur.

## Leben
Erfurth studierte Germanistik und Kunstgeschichte an den Universitäten von Köln und Berlin. Im Herbst 1931 begann er seine Theaterlaufbahn als Hilfsdramaturg der Wuppertaler Bühnen. 1932 bot er hier seine erste Regiearbeit.
1934/35 fungierte er als Oberspielleiter in Koblenz, 1935 kam er an das Staatstheater Berlin, wo ihm Gustaf Gründgens eine Aufgabe zunächst als Hilfsspielleiter angeboten hatte. Erfurth inszenierte hier unter anderem Madame sans Genê (nach Victorien Sardou), Der Ritter vom Mirakel (nach Lope de Vega) sowie Karl III. und Anna von Österreich (nach Manfried Rössner). Gleichzeitig arbeitete er als Mitarbeiter von Gustaf Gründgens und als Regieassistent bei verschiedenen Filmen wie Friedemann Bach (1940/41). 1944 inszenierte er seinen ersten Film, das Lustspiel Erzieherin gesucht.
Nach Kriegsende schlug Erfurth sich 1945/46 als Landarbeiter in Oberbayern durch. Von 1946 bis 1949 wirkte er als Regisseur bei den Hamburger Kammerspielen. 1949 kam er als Oberspielleiter an das Schauspielhaus Düsseldorf und wurde dort 1951 Schauspieldirektor. In Düsseldorf inszenierte er Hamlet (1949), Wallenstein (1953) und Sechs Personen suchen einen Autor (1953).
1955 folgte er einem Ruf an das Schauspielhaus in Hamburg, wo er zugleich Stellvertreter von Gründgens war. Hier brachte er wieder Wallenstein (1955), Rose Bernd (1956), Der Besuch der alten Dame (1956, mit Elisabeth Flickenschildt) und Die Physiker (1962/63, ebenfalls mit Flickenschildt) und Der Hofmeister (1960, mit Heinz Reincke) zur Aufführung.
1964 übernahm er die Leitung des Instituts Schauspiel an der Folkwangschule Essen. 1965 bis 1968 war Erfurth Vizedirektor am Burgtheater in Wien, 1968 bis 1972 Generalintendant der Städtischen Bühnen Frankfurt. Von 1965 bis 1975 leitete er die Bad Hersfelder Festspiele. Dort inszenierte er König Lear und Napoleon oder Die hundert Tage. Später wirkte er als Gastregisseur an verschiedenen Bühnen. Als Bühnenregisseur legte Erfurth großen Wert auf Werktreue und lehnte Experimente entschieden ab.
Nebenher führte er mehrmals bei Spielfilmen Regie. Seine Komödien und Heimatfilme waren in der Regel durchaus konventionell. Lediglich Frucht ohne Liebe, das sich mit dem Thema der Unfruchtbarkeit auseinandersetzte, fiel aus dem Rahmen und löste bei seiner Uraufführung 1956 einen Skandal aus.

## Filmografie
- 1945: Erzieherin gesucht
- 1948: Finale
- 1949: Schicksal aus zweiter Hand (nur Schauspieler)
- 1953: Keine Angst vor großen Tieren
- 1954: Rittmeister Wronski
- 1954: Columbus entdeckt Krähwinkel
- 1955: Eine Frau genügt nicht? (auch Drehbuch)
- 1955: Reifende Jugend
- 1956: Heidemelodie
- 1956: Frucht ohne Liebe
- 1956: Drei Birken auf der Heide
- 1958: Colombe (auch Drehbuch)
- 1960: Himmel, Amor und Zwirn
- 1961: Der Hochtourist
- 1961: Mein Mann, das Wirtschaftswunder
- 1962: Der tolle Tag (auch Drehbuch)
- 1963: Das Leben ein Traum
- 1963: Signor Rizzi kommt zurück
- 1964: Das wissen die Götter
- 1964: Der Apoll von Bellac
- 1966: Die Troerinnen
- 1969: Cäsar und Cleopatra
- 1971: Maestro der Revolution

## Hörspiele
- 1949: Du kannst mir viel erzählen – Mit Heinz Rühmann, Elfriede Kuzmany, Gisela Mattishent, Inge Schmidt, Grete Weiser, Gustl Busch
- 1959: Der Urfaust – Autor: Johann Wolfgang von Goethe – Mit Klausjürgen Wussow, Charles Regnier, Gertrud Kückelmann, Elisabeth Flickenschildt